# Paul Göhre

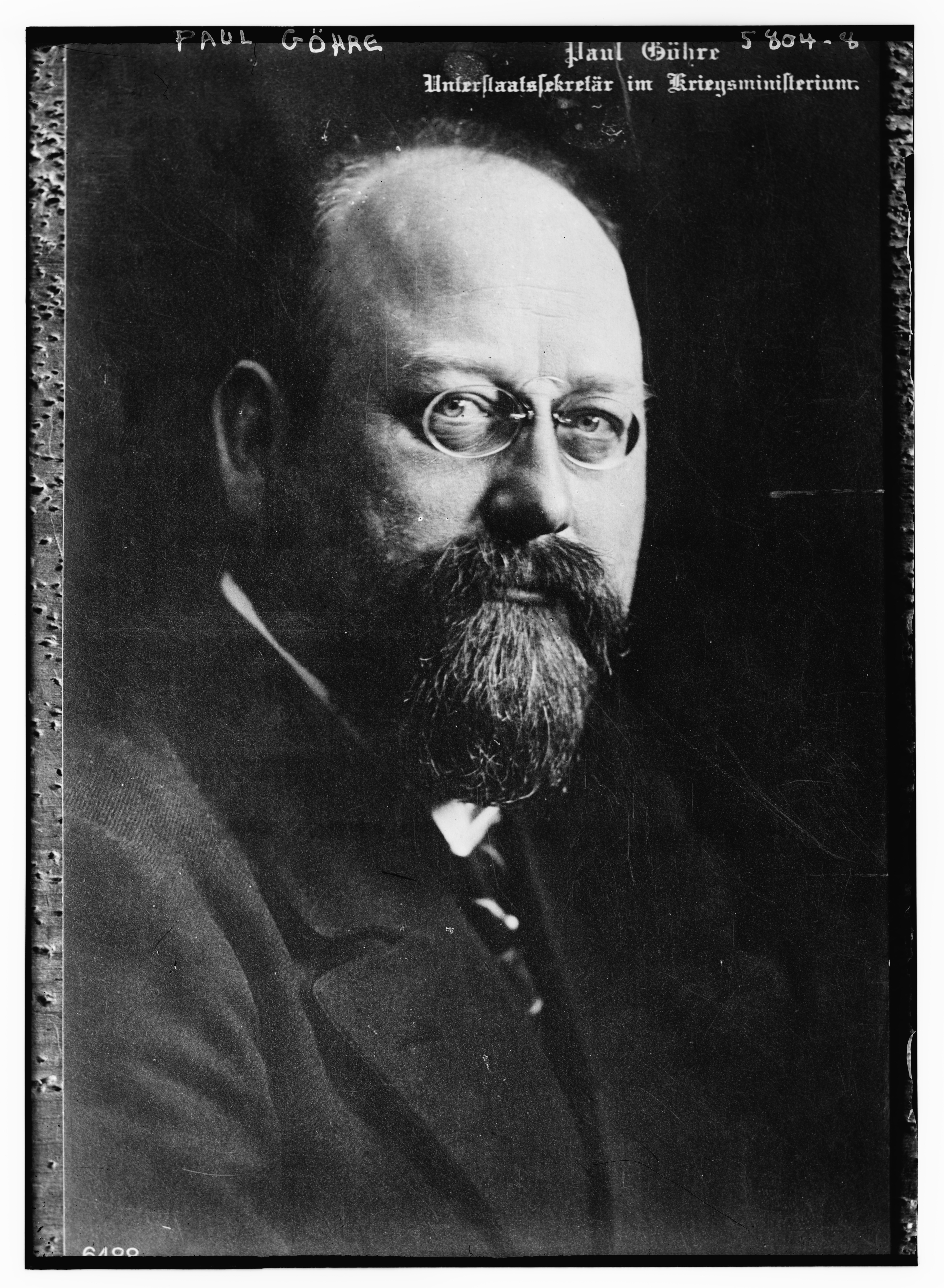
Paul Göhre

Paul Göhre (* 18. April 1864 in Wurzen; † 6. Juni 1928 in Buchholz) war ein deutscher evangelischer Theologe und Politiker, der als einer der ersten von der evangelischen Kirche sozialpolitische Mitverantwortung einforderte, den kirchlichen Dienst quittieren musste und Sozialdemokrat wurde. Göhre war außerdem Herausgeber von Arbeiterbiographien.

## Leben

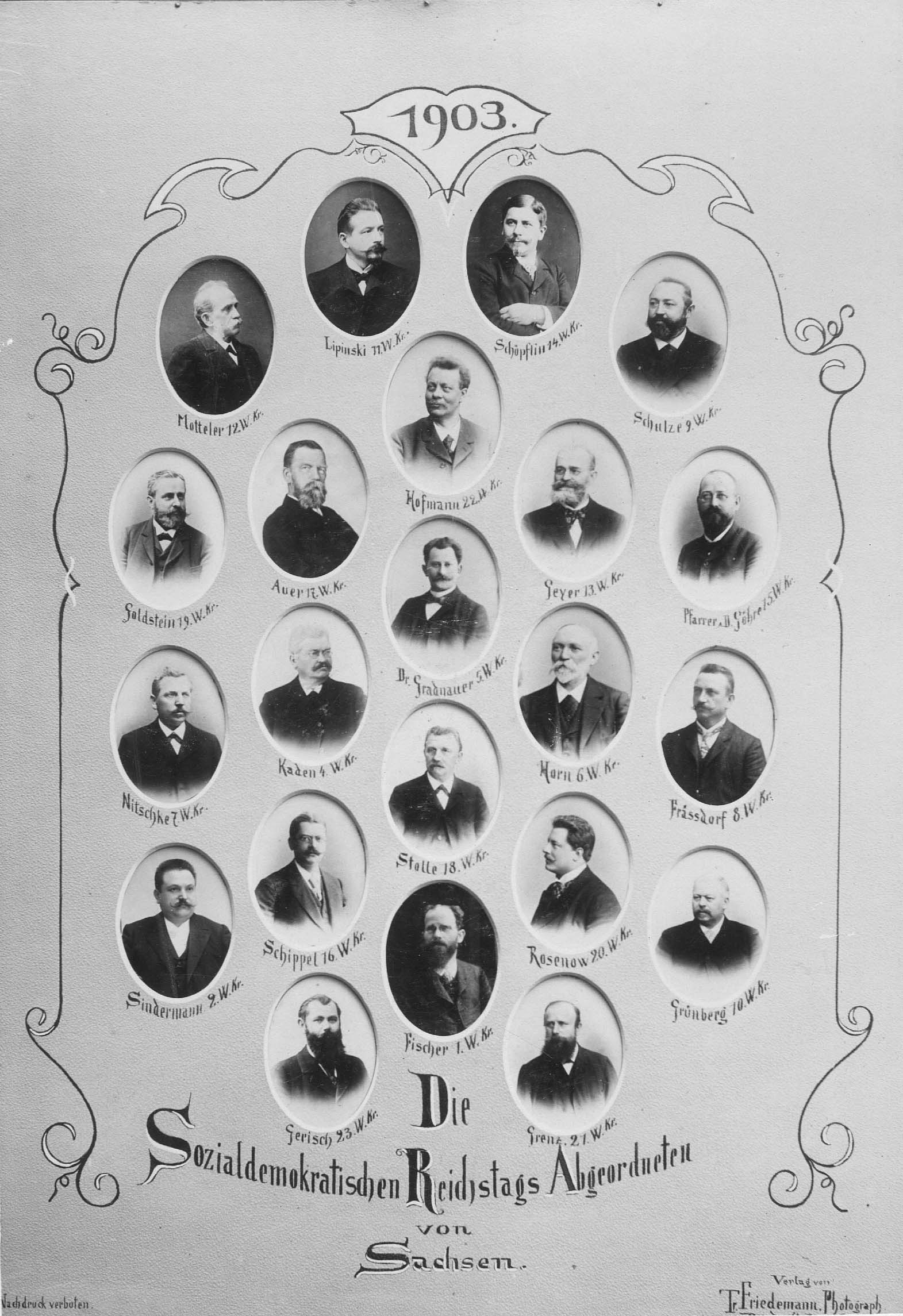
SPD Reichstagsabgeordnete aus Sachsen von 1903

Göhre stammte aus einfachsten Verhältnissen, konnte aber auf Grund eines Stipendiums die Fürsten- und Landesschule St. Afra in Meißen besuchen. Er studierte Theologie und Nationalökonomie an den Universitäten Leipzig und Berlin. Um den Arbeitern den christlichen Glauben zu verkündigen, arbeitete er für ein Vierteljahr in der Fabrik, musste jedoch feststellen, „dass die Arbeiterschaft in einer psychologischen Situation war, die es verhinderte, ihnen zuerst religiös zu kommen. Die elementarste Erfahrung, die ich machte, war, dass man zunächst ihre soziale Lage gründlich heben müsse, ehe man sie wieder religiös packen könnte.“ Er publizierte seine Erfahrungen 1891 in der Studie „Drei Monate Fabrikarbeiter und Handwerksbursche“, die als Angriff auf die weitgehend bürgerlich beherrschte evangelische Kirche aufgenommen wurde und eine erbitterte öffentliche Debatte über sein Vorgehen auslöste, in der er durch Friedrich Naumann und Max Weber aber auch Unterstützung erhielt. Als er sich in Frankfurt (Oder), wo er 1894 eine Pfarrstelle übernommen hatte, sozial zu stark engagierte, wurde er von der Kirchenleitung beurlaubt. 1896 gründete er zusammen mit Naumann den Nationalsozialen Verein, und trat im Jahr 1900 der Sozialdemokratischen Partei bei.
Göhre war Mitglied des Konsumvereins Leipzig-Plagwitz, über dessen erste Zeit er auch aus eigener Erfahrung ausführlich in seinem Buch Die deutschen Arbeiter-Konsumvereine 1910 berichtete. Göhre betätigte sich intensiv als Herausgeber von Arbeiterbiographien im Verlag Eugen Diederichs. Aus dem Nachlass gab er 1911 die Autobiographie Das Leben eines Landarbeiters von Franz Rehbein heraus.
Als er zwischen alle Stühle zu geraten drohte – die Sozialdemokraten wollten sich nicht christlich missionieren lassen, die Kirche hatte Angst vor „Sozialdemokratisierung“ – brach Göhre 1906 vollständig mit der Kirche, die ihn tief enttäuscht hatte. Ein erstes Mandat für den Wahlkreis Mittweida gab er zurück, von 1910 bis 1918 vertrat er jedoch den Wahlkreis Zschopau-Marienberg für die SPD im Reichstag. Im Ersten Weltkrieg trat Göhre freiwillig in die Armee ein und war ab 1915 an der Ostfront. Nach Kriegsende wurde er 1918 zum Unterstaatssekretär im preußischen Kriegsministerium, 1919 zum Staatssekretär im preußischen Staatsministerium berufen. 1923 trat er aus gesundheitlichen Gründen von allen Ämtern zurück.

## Werke (Auswahl)
Als Autor:
- Drei Monate Fabrikarbeiter und Handwerksbursche. Eine praktische Studie, Grunow, Leipzig 1891.
- Die evangelisch-soziale Bewegung. Ihre Geschichte und ihre Ziele, Grunow, Leipzig 1896.
- Wie ein Pfarrer Sozialdemokrat wurde. Eine Rede, Berlin 1900 (online).
- Vom Socialismus zum Liberalismus. Wandlungen der Nationalsocialen, Berlin 1902.
- Kirche im 19. Jahrhundert (= Am Anfang des Jahrhunderts, Heft 5), Berlin 1902.
- Die agrarische Gefahr. Eine Darstellung ihrer Entstehung, ihrer Macht und letzten Ziele, Berlin 1902.
- Heimarbeit im Erzgebirge und ihre Wirkungen, Chemnitz 1906.
- Die deutschen Arbeiter-Konsumvereine, Buchhandlung Vorwärts, Berlin 1910.
- Front und Heimat. Religiöses, Politisches, Sexuelles aus dem Schützengraben, Diederichs, Jena 1917.
- Der unbekannte Gott. Versuch einer Religion des modernen Menschen, Grunow, Leipzig 1919.

Als Herausgeber:
- Carl Fischer: Denkwürdigkeiten und Erinnerungen eines Arbeiters, 2 Bände, Diederichs, Leipzig 1903/1904.
- William Bromme: Lebensgeschichte eines modernen Fabrikarbeiters, Leipzig 1905.
- Wenzel Holek: Lebensgang eines deutsch-tschechischen Handarbeiters, Leipzig 1909 (Digitalisat).
- Franz Rehbein: Das Leben eines Landarbeiters, Leipzig 1911.